# Артем Забун
Артем Забун (рум. Artiom Zabun; нар. 23 квітня 1996, с. Етулія, Гагаузія, Молдова) — молдовський футболіст, нападник фейкового кримського клубу ТСК (Сімфеополь).

## Клубна кар'єра
Вихованець футбольного клубу «Шериф», у якому грав переважно за другу команду. 21 травня 2014 року дебютував в молдовському елітному дивізіоні, вийшовши на заміну у другому таймі матчу проти «Тирасполя» (1:0). У першій половині 2016 року грав у Національному дивізіоні за «Саксан», а згодом став гравцем клубу другого дивізіону «Вікторія», у складі якого за півроку відзначився 21-м голом у 12-ти матчах.
У січні 2017 року підписав трирічний контракт із білоруським клубом «Крумкачи». 2 квітня дебютував у Вищій лізі у матчі проти «Вітебська». У складі «Крумкачів» зазвичай виходив на заміну. У серпні 2017 року відданий в оренду молдовському клубу «Сфинтул Георге», 
де до кінця сезону зіграв у 8 матчах.
У січні 2018 року, після перегляду став гравцем клубу «Сабаха» з другого дивізіону Азербайджану. У серпні 2018 року проходив перегляд у гродненському «Німані», проте безуспішно й зрештою повернувся до бардарської «Вікторії». У березні 2019 року приєднався до дебютанта елітного дивізіону Молдови – клубу «Кодру».
У липні 2019 року став гравцем клубу «Політехніка» з другого дивізіону Румунії, а в січні 2020 року відправлений в оренду до представника третього дивізіону «Фокшани». У жовтні 2020 року поїхав до Росії, спочатку виступав за аматорський клуб СШ-75 у чемпіонаті Москви, а в першій половині 2021 року тренувався зі «Знаменем Труда», але так і не зіграв за команду.
У липні 2021 року приєднався до кримського клубу «ТСК-Таврія» з Сімферополя.

## Кар'єра в збірній
Виступав за юнацьку збірну Молдови (U-17). 17 січня 2017 року дебютував за національну збірну Молдови, вийшовши на заміну Ігорю Бугайову у товариському матчі проти збірної Катару (1:1).

## Статистика виступів

### У збірній
| Дата      | Місто | Господарі | Результат | Гості   | Турнір           | Голи | Примітки |
| --------- | ----- | --------- | --------- | ------- | ---------------- | ---- | -------- |
| 17-1-2017 | Доха  | Катар     | 1 – 1     | Молдова | товариський матч | -    | 56'      |
| Усього    |       | Матчів    | 1         |         | Голів            | 0    |          |

## Досягнення
- Національний дивізіон Молдови
  -  Чемпіон (1): 2013/14